# Маканский язык
Маканский язык, или макао (самоназвание патуа; Macaense, Macao Creole Portuguese, Makista, Patuá) — креольский язык, в основе которого главным образом лежат кантонский, малайский, португальский и сингальский языки. Сейчас на маканском разговаривают лишь несколько семей в Макао и маканская диаспора.
Язык также называется Papia Cristam di Macau («христианский говор Макао») и был прозван поэтами как Dóci Língu di Macau («сладкий язык макао») и Doci Papiaçam («сладкий говор»). В португальском языке он называется Macaense, Macaista Chapado («чистый маканский») или Patuá (от фр. patois).
В изданной 20 февраля 2009 года новой редакции атласа ЮНЕСКО языков мира, находящихся под угрозой исчезновения, язык макан отнесен к языкам, «находящимся в критической опасности». Атлас оценивает число говорящих на маканском в 50 человек в 2000 году. Это связано с процессом «декреолизации» — переходу к стандартному португальскому языку, начавшемуся ещё тогда, когда Макао находился под управлением Португалии.